# Roque Bentayga
Roque Bentayga ist eine Felsformation auf der Insel Gran Canaria (Kanarische Inseln, Spanien). Sie befindet sich in der vulkanischen Caldera von Tejeda, in der gleichnamigen Gemeinde, im Herzen der Insel. Roque Bentayga gilt als archäologisches Denkmal, weil es ein „Almogarén“ (eine heilige Stätte, die von den kanarischen Ureinwohnern erbaut wurde) enthält.
Der höchste Punkt befindet sich auf 1414 msnm.

## Galerie

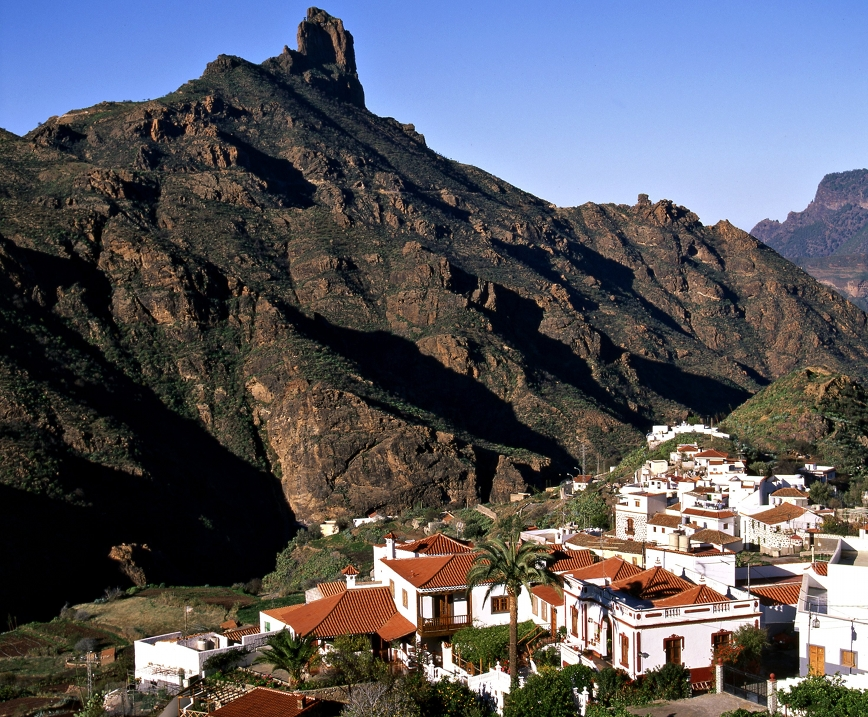
Roque Bentayga von Tejeda aus gesehen
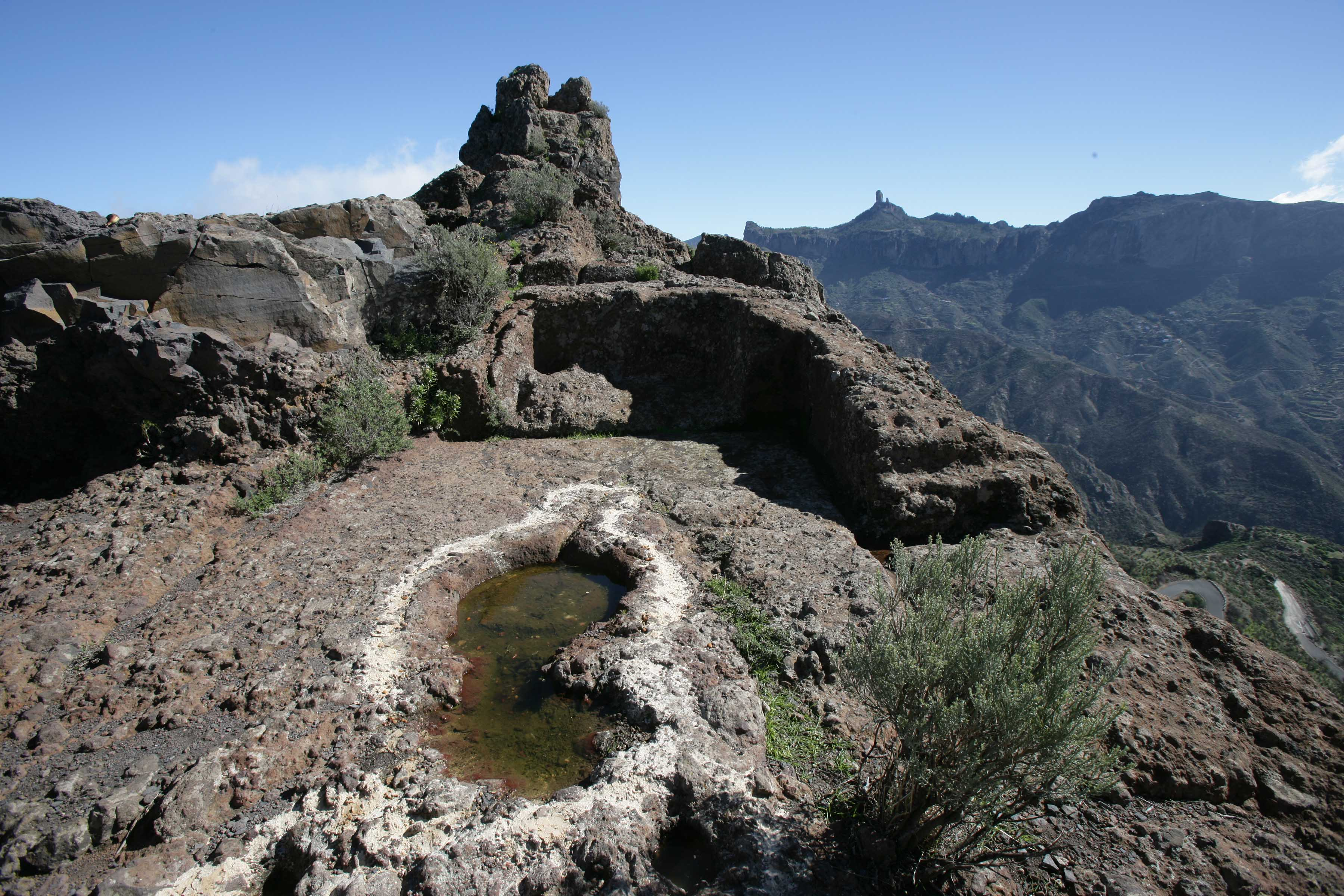
Almogarén
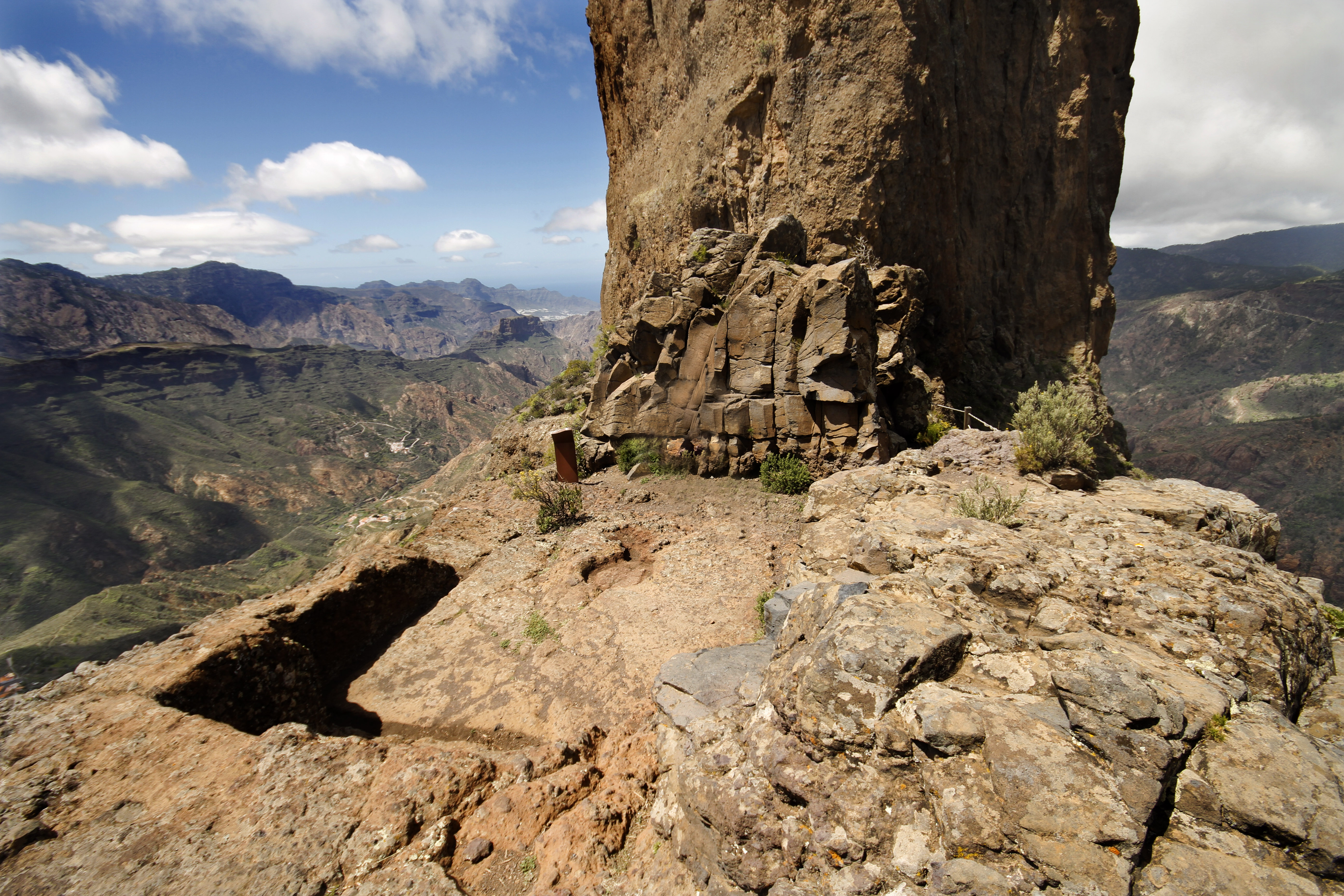
Almogarén
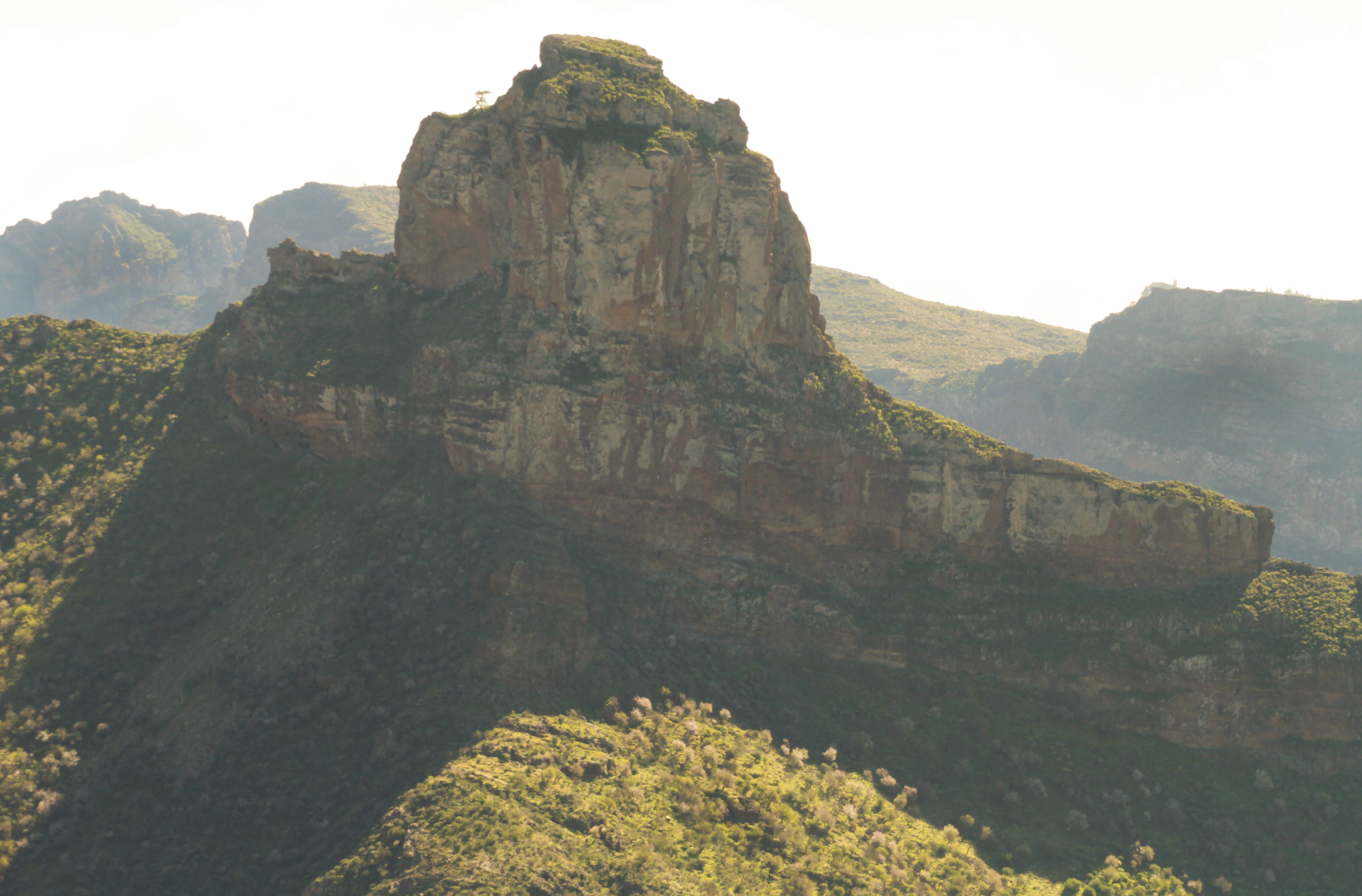
Bentayga von Artenara aus gesehen.